# حميرة
حميرة قرية سوريّة تتبع إداريّاً لمحافظة حلب منطقة جبل سمعان ناحية الزربة، بلغ تعداد سكانها 2,168 نسمة حسب التعداد السكاني لعام 2004.